# فرانكي دنلوب
فرانكي دنلوب (بالإنجليزية: Frankie Dunlop)‏ هو عازف جاز أمريكي، ولد في 6 ديسمبر 1928 في بوفالو في الولايات المتحدة، وتوفي في 7 يوليو 2014.

## وصلات خارجية
- فرانكي دنلوب على موقع ميوزك برينز (الإنجليزية)
- فرانكي دنلوب على موقع أول ميوزيك (الإنجليزية)
- فرانكي دنلوب على موقع ديسكوغز (الإنجليزية)